# Leucoplasia
Leucoplasia ou leucoplaquia é uma mancha ou placa branca, com bordas irregulares, firmemente aderida a uma mucosa, geralmente na boca ou na vagina. É uma lesão pré-maligna, geralmente causada ao tabagismo e etilismo. A forma proliferativa (aumenta de tamanho) possui 70 a 100% de risco de se transformar em um carcinoma de células escamosas. A forma localizada (não aumenta de tamanho) possui 3 a 15% de se transformar em câncer.

## Causas

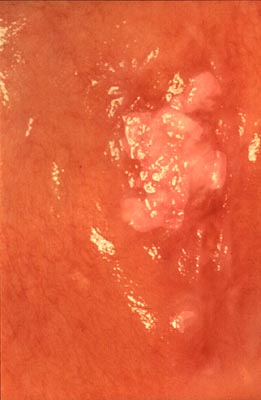
Leucoplasia com nódulos de células cancerígenas.

A leucoplasia tem múltiplas causas. A maioria das lesões são decorrentes do uso dos produtos do tabaco como cigarros, cachimbo e charutos, ou do uso do álcool sendo que a associação dos dois potencializa o surgimento das lesões. Acredita-se que ela é formada por irritação crônica dos tecidos bucais seja através de irritação mecânica, dentes quebrados ou parcialmente destruídos pela cárie e próteses mal adaptadas ou irritantes químicos como álcool e tabaco.
O álcool interfere na permeabilidade da membrana plasmática das células, fazendo com que as substâncias tóxicas do tabaco entrem com maior facilidade nas células e assim interferindo em suas características genéticas, e com o tempo essas células sofram uma mutação e desenvolvem as células cancerígenas.

## Sinais e sintomas
A  aparência clínica varia enormemente, mas é indolor. É um tipo particular de metaplasia de um epitélio escamoso não-queratinizado contendo várias camadas de ceratina. As lesões se apresentam como placas ou manchas brancas localizadas em mucosas (colo uterino, oral, esofágica etc.). Não causa outros sintomas.

## Diagnóstico
Principalmente clínico, por sua aparência. Uma biópsia deve ser feita para investigar se sofreu transformação maligna. A presença de lesão branca não caracteriza uma lesão como leucoplasia pois existem outras lesões bucais que são lesões brancas similares sendo necessário um diagnostico diferencial, com candidíase, sífilis e o líquen plano. A leucoplasia pilosa, é uma doença muito diferente, que está associada a infecção por vírus (Eppstein-Barr ou HPV 16 ou 18) em pessoas com severa imunodeficiência, e não é considerada uma lesão pré-maligna.

## Epidemiologia
Lesões leucoplásicas são encontradas em 1 a 5% da população mundial. Da mesma forma que a eritroplasia, a leucoplasia é encontrada com maior frequência em adultos entre 40 e 75 anos de idade e são duas vezes mais comuns em homens. A incidência é muito maior entre fumantes e etilistas. O consumo do tabaco e do álcool simultaneamente é o principal fator de risco para desenvolver uma leucoplasia. A prevalência é maior em países com elevado consumo de álcool e tabaco, como França e Rússia, e muito menor no Oriente Médio (0,48%).

## Tratamento
Entre 5% e 25% das leucoplasias evoluem para um câncer. Portanto todas as leucoplasias deveriam ser tratadas como lesões pré-malignas por dentistas e médicos, independente de serem proliferantes ou localizadas. Mesmo que a leucoplasia esteja regredindo, nenhum tratamento previne sua reincidência ou transformação maligna. Todas leucoplasias exigem biópsia para análise histológica.
O tratamento da leucoplasia envolve principalmente a evitar e remover os fatores que predispõe a patologia tais como abstinência ao tabaco e álcool, e evitar irritantes crônicos tais como bordas cortantes de dentes e próteses mal adaptadas. Uma biópsia deve ser feita e a lesão cirurgicamente removida se alterações pré-cancerígenas ou câncer forem detectados.